# Museo-taller de Suzanne Valadon y Maurice Utrillo
El Museo-taller de artistas de Suzanne Valadon y Maurice Utrillo está ubicado en el distrito 18 de París. Es un apartamento donde vivieron muchos pintores, incluidos Suzanne Valadon y su hijo Maurice Utrillo, entre 1912 y 1926. Reconstruido en  2014, está integrado en el  Museo de Montmartre.

## Historia
Esta vivienda-estudio de artistas del XIX, está en la Rue Cortot 12, en el corazón de Montmartre, lugar de la bohemia artística de la época.
Se encuentra cerca de la Place du Tertre, de la Basílica del Sagrado Corazón, del estudio del pintor Auguste Renoir, de la casa del compositor Erik Satie (Musée-Placard dErik Satie), de los cabarets Au Lapin Agile, Le Chat noir y Moulin de la Galette, y de la residencia de artistas Bateau-Lavoir.
Fue ocupado sucesivamente por los pintores Othon Friesz, Raoul Dufy y Émile Bernard, y los escritores Léon Bloy y Pierre Reverdy.
Suzanne Valadon es una de las figuras artísticas de Montmartre. Primero, fue  modelo de pintores, como Henri de Toulouse-Lautrec, Renoir, Vincent van Gogh, Pierre Puvis de Chavannes y Modigliani, y después pintora, animada por Edgar Degas. Se mudó a este estudio en 1898, y regresó a él en 1912 con su hijo Maurice Utrillo (futuro pintor) y su marido André Utter.  Vivió en él hasta 1926, después de pintar algunas de sus principales obras.

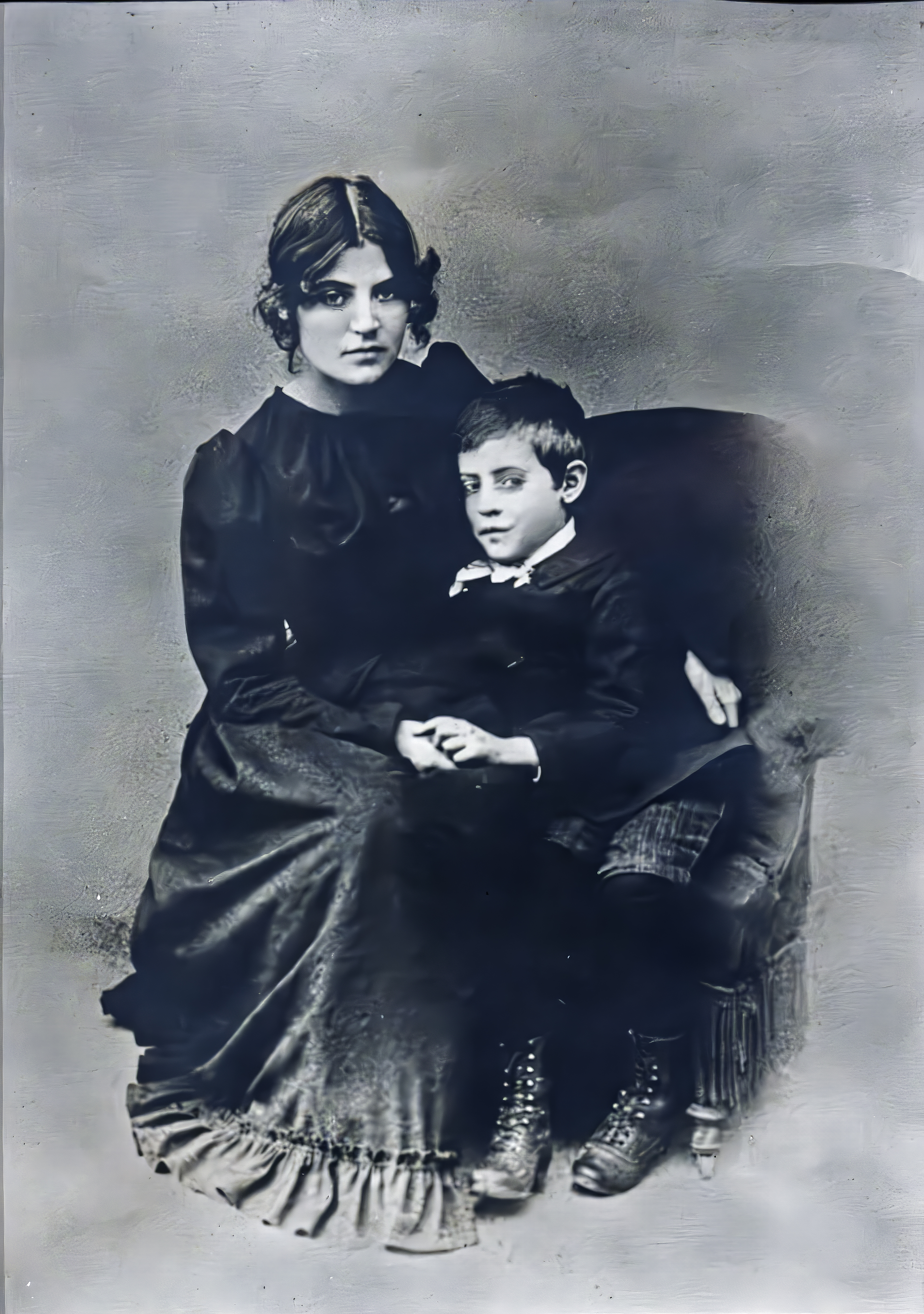
Suzanne Valadon y su hijo Maurice Utrillo, hacia 1890.

## Museo
Tras la muerte de su esposo en 1948, diez años después del fallecimiento de la pintora, el estudio quedó abandonado hasta su reconstrucción por los mecenas del Museo de Montmartre, e inaugurado como Museo-taller de artistas en octubre de 2014. Exhibe muchas obras de Suzanne Valadon junto a materiales de pintura, fotografías, muebles y objetos de época... y tiene amplios ventanales con vistas a los Jardines Renoir.

## Galería de imágenes

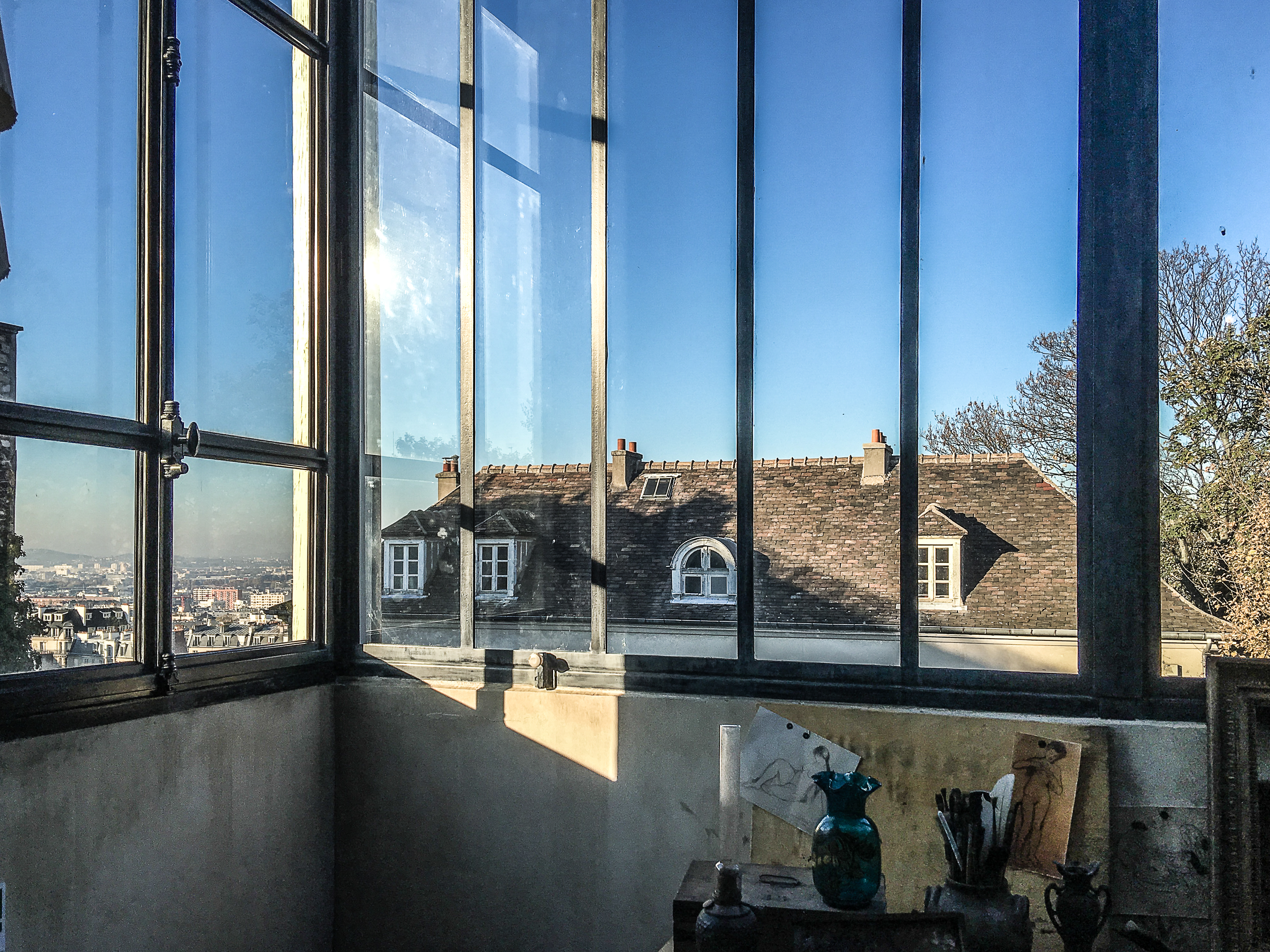
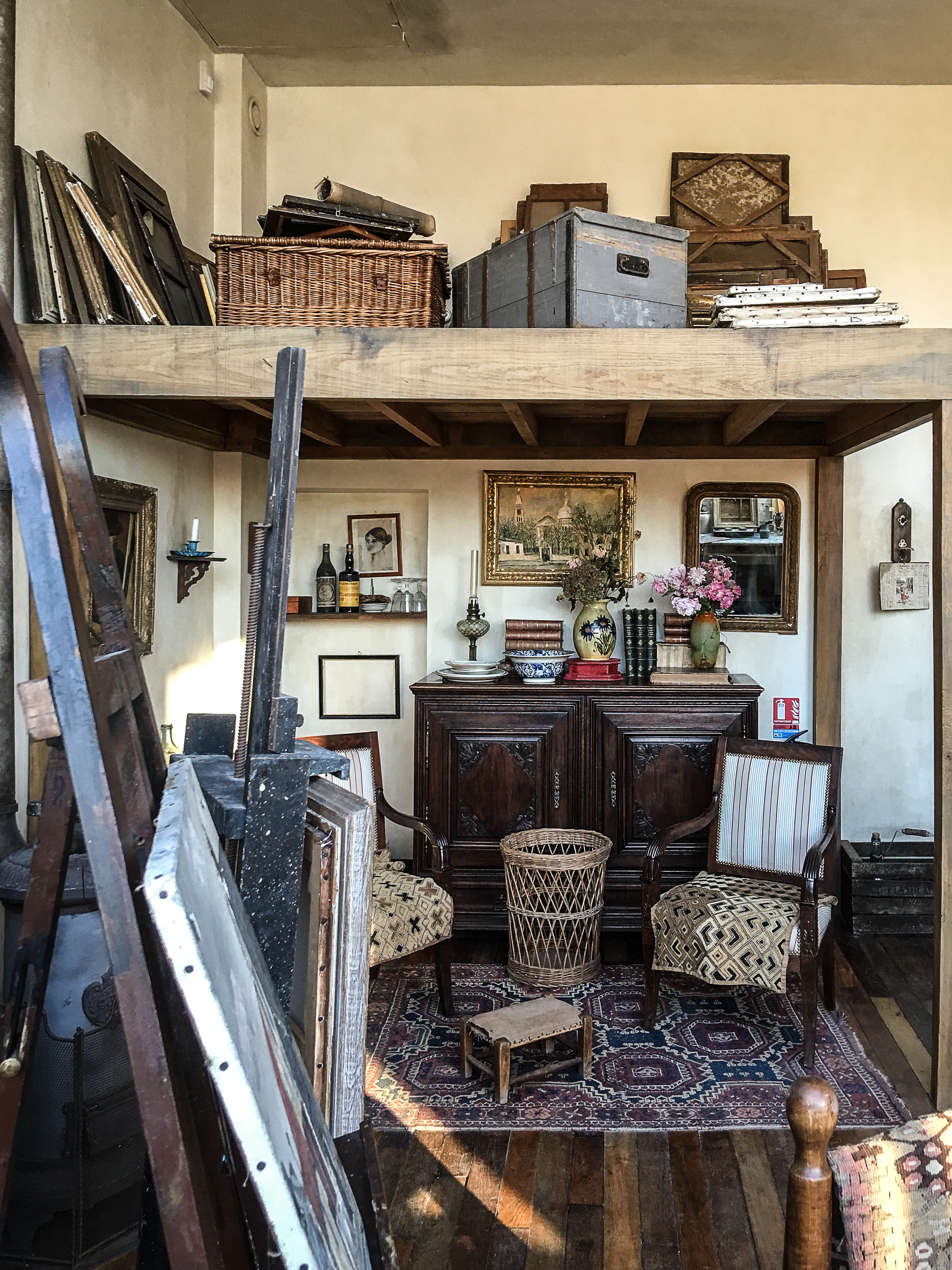
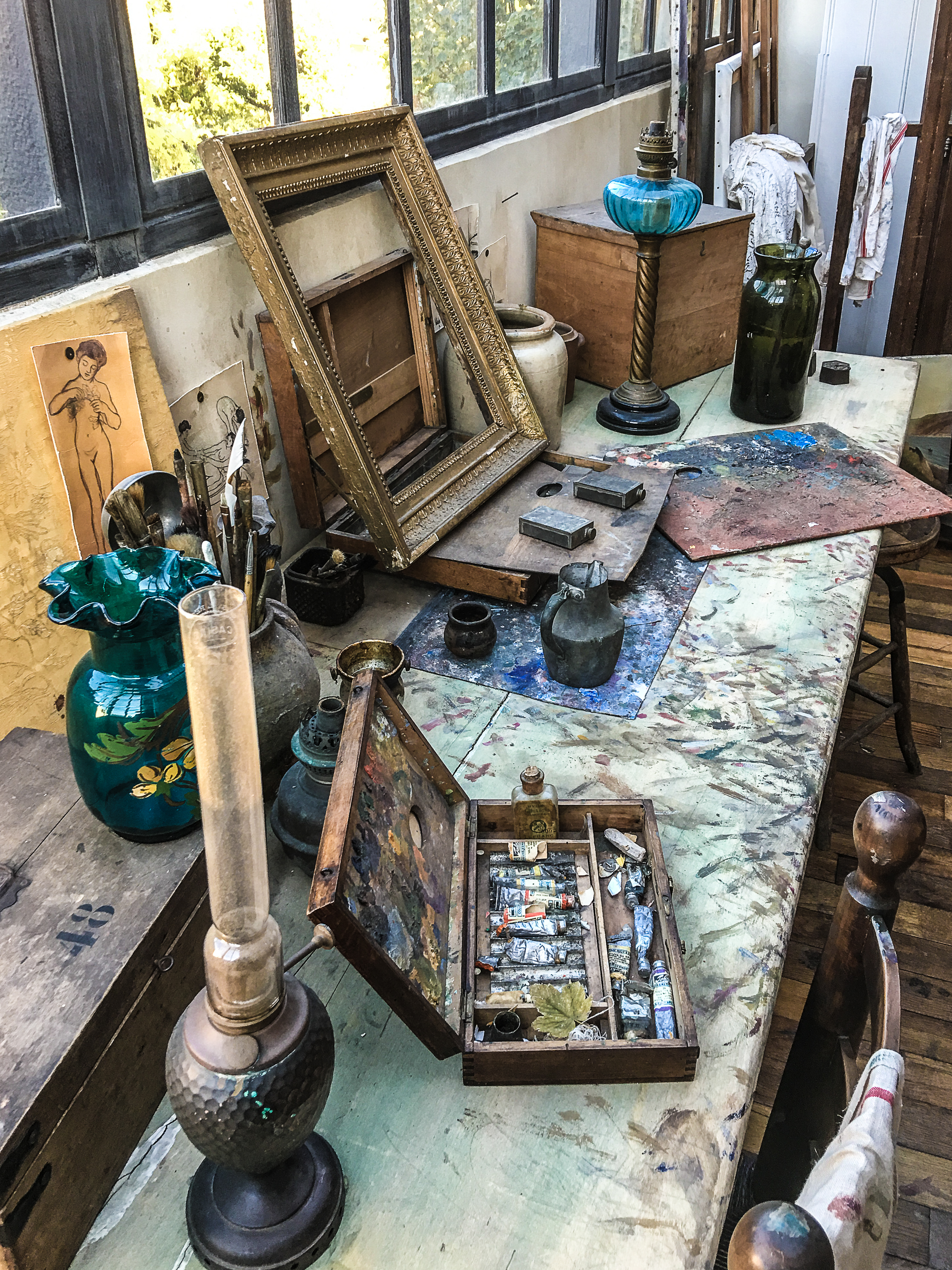
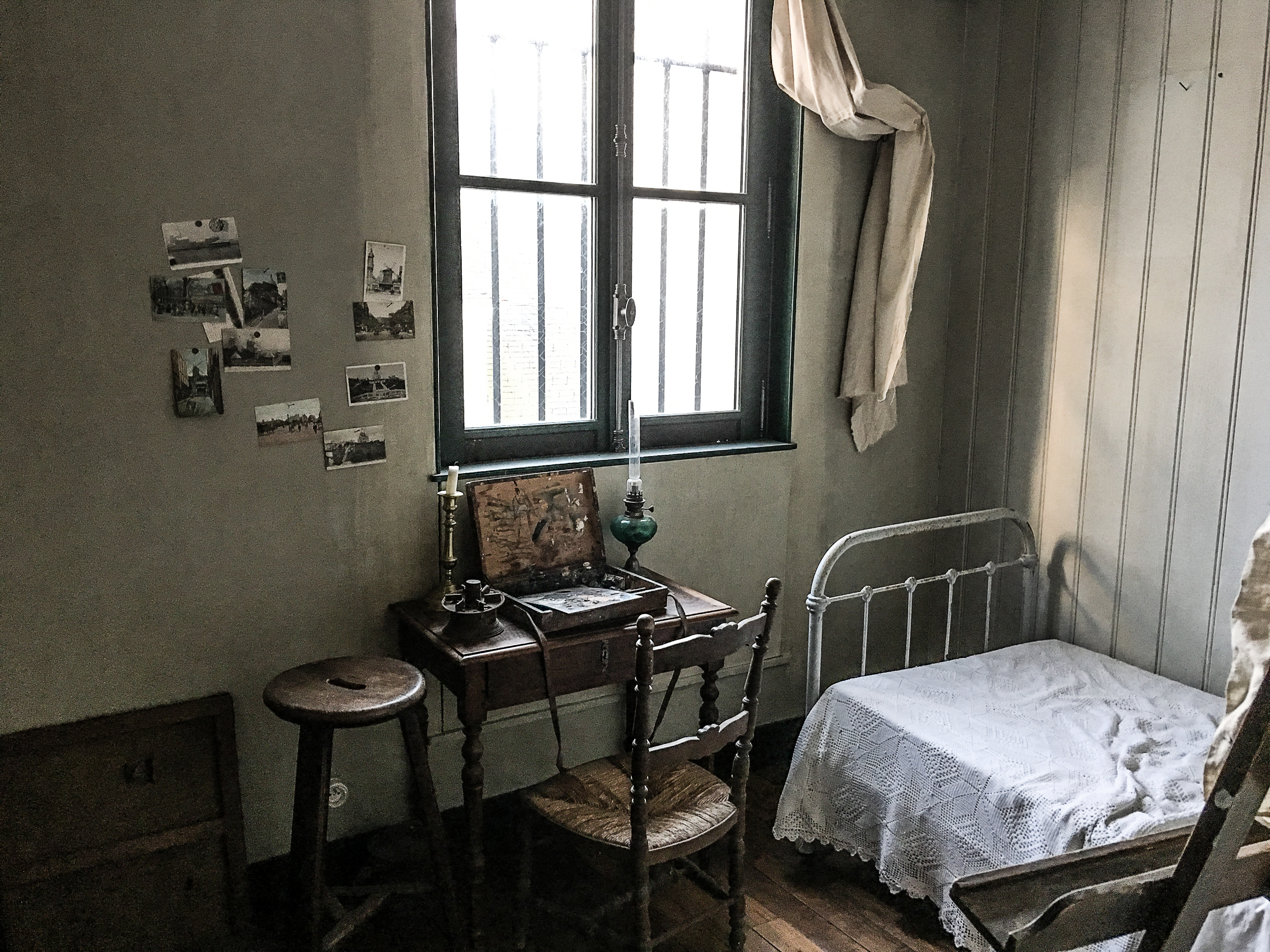
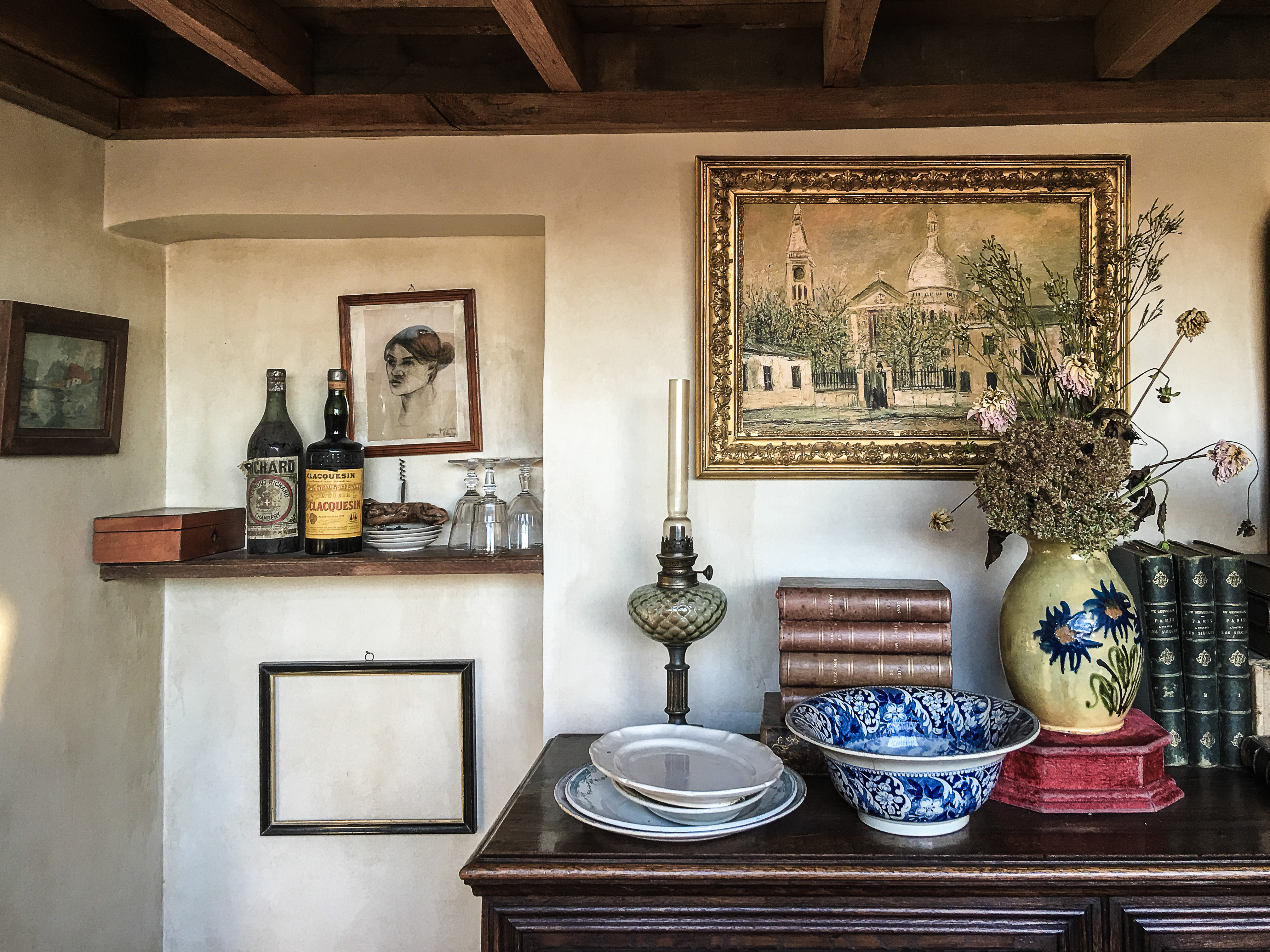